# Miss Monde 2002
Miss Monde 2002, est la 52e élection de Miss Monde, qui s'est déroulée à Alexandra Palace de Londres, au Royaume-Uni, le 7 décembre 2002. 
Elle devait avoir lieu à Abuja, au Nigeria mais en raison des émeutes religieuses dans la ville voisine de Kaduna, le concours a été transféré à Londres. La dernière fois qu'à eu lieu des manifestations contre le concours de beauté était à l'élection Miss Monde 1996. Quatre-vingt-huit participants ont concouru au concours. Plusieurs candidates ont boycotté le concours pour protester contre la condamnation à mort par lapidation d'une citoyenne nigériane Amina Lawal, accusée d'adultère. 
La lauréate du concours est Azra Akin, Miss Turquie 2002 et succède à Agbani Darego, Miss Monde 2001. Elle est la première turque à remporter le titre de Miss Monde.

## Résultats
| Résultat Final  | Candidates |
| --------------- | --- |
| Miss Monde 2002 | - Turquie - Azra Akin |
| 1re dauphine    | - Colombie - Natalia Peralta |
| 2e dauphine     | - Pérou - Marina Mora |
| 3e dauphine     | - Norvège - Kathrine Sørland |
| 4e dauphine     | - Chine - Wu Yingna |
| Top 10          | - Australie - Nicole Rita Gazal - Nigeria - Chinenye Ochuba - Philippines - Katherine Anne Manalo - USA - Rebekah Revels - Venezuela - Goizeder Azúa |
| Top 20          | - Aruba - Rachelle Oduber - Bosnie-Herzégovine - Daniela Vinš - Curaçao - Ayanette Statia - Pays-Bas - Elise Boulogne - Inde - Shruti Sharma - Italie - Suzanne Zuber - Porto Rico - Cassandra Polo - Russie - Anna Tatarintseva - Vietnam - Phạm Thị Mai Phương - Yougoslavie - Ana Šargić |

## Reines de beauté des continents
| Continent      | Candidate                  |
| -------------- | -------------------------- |
| Afrique        | Nigeria - Chinenye Ochuba  |
| Amérique       | Colombie - Natalia Peralta |
| Asie & Océanie | Chine - Wu Yingna          |
| Caraïbes       | Aruba - Rachelle Oduber    |
| Europe         | Turquie - Azra Akin        |

## Prix spéciaux
- Best World Dress Designer :  Turquie - Azra Akin
- Miss Talent :  USA - Rebekah Revels
- Bourse d'études de Miss Monde :  Swaziland - Nozipho Shabangu

## Candidates
- Afrique du Sud - Claire Sabbagha
- Albanie - Anjeza Maja
- Algérie - Lamia Saoudi
- Allemagne - Indira Selmic
- Angleterre - Daniella Luan
- Angola - Rosa Mujinga Muxito
- Antigua-et-Barbuda - Zara Razzaq
- Argentine - Tamara Henriksen
- Aruba - Rachelle Oduber
- Australie - Nicole Rita Gazal
- Bahamas - T'Shura Ambrose
- Barbade - Natalie Webb-Howell
- Belgique - Sylvie Doclot
- Belize - Karen Russell
- Bolivie - Alejandra Montero
- Bosnie-Herzégovine - Daniela Vins
- Botswana - Lomaswati Dlamini
- Brésil - Taizé Thomsen
- Bulgarie - Desislava Antoniya Guleva
- Canada - Lyndsey Bennett
- Chili - Daniela Casanova
- Chine - Wu Yingna
- Chypre - Angela Droudsioutou
- Colombie - Natalia Peralta
- Croatie - Nina Slamić
- Curaçao - Ayanette Statia
- Écosse - Paula Murphy
- Équateur - Jessica Angulo
- Espagne - Lola Alcocer
- Estonie - Triin Sommer
- Finlande - Hanne Hynnynen
- France - Caroline Chamorand
- Ghana - Shaida Buari
- Gibraltar - Damaris Hollands
- Grèce - Katerina Georgiadou
- Guyane - Odessa Phillips
- Pays-Bas - Elise Boulogne
- Hong Kong - Victoria Jane Jolly
- Hongrie - Renata Rosz
- Îles Vierges des États-Unis - Hailey Cagan
- Inde - Shruti Sharma
- Irlande - Lynda Duffy
- Irlande du Nord - Gayle Williamson
- Israël - Karol Lowenstein
- Italie - Susanne Zuber
- Jamaïque - Danielle O'Hayon
- Japon - Yuko Nabeta
- Kazakhstan - Olga Sidorenko
- Kenya - Maryanne Kariuki
- Lettonie - Baiba Švarca
- Liban - Bethany Kehdy
- Lituanie - Oksana Semenišina
- Macédoine - Jasna Spasovska
- Malaisie - Mabel Ng
- Malte - Joyce Gatt
- Mexique - Blanca Zumárraga
- Namibie - Ndapewa Alfons
- Nicaragua - Hazel Calderón
- Nigeria - Chinenye Ochuba
- Norvège - Kathrine Sørland
- Nouvelle-Zélande - Rachel Huljich
- Ouganda - Rehema Ni Nakuya
- Panama - Yoscelin Sánchez
- Pays de Galles - Michelle Bush
- Pérou - Marina Mora
- Philippines - Katherine Anne Manalo
- Pologne - Marta Matyjasik
- Porto Rico - Cassandra Polo
- République tchèque - Kateřina Smržová
- Roumanie - Cleopatra Popescu
- Russie - Anna Tatarintseva
- Singapour - Sharon Cintamani
- Slovaquie - Eva Veresova
- Slovénie - Nataša Krajnc
- Suède - Sophia Hedmark
- Swaziland - Nozipho Shabangu
- Tahiti - Rava Maiarii
- Tanzanie - Angela Damas Mtalima
- Thaïlande - Ticha Leungpairoj
- Trinité-et-Tobago - Janelle Rajnauth
- Turquie - Azra Akin
- Ukraine - Iryna Oudovenko
- Uruguay - Natalia Figueras
- USA - Rebekah Revels
- Venezuela - Goizeder Azúa
- Vietnam - Phạm Thị Mai Phương
- Yougoslavie - Ana Šargić
- Zimbabwe - Linda van Beek

## Observations